# Echinoderes maxwelli
Echinoderes maxwelli är en djurart som tillhör fylumet pansarmaskar, och som beskrevs av Omer-Cooper 1957. Echinoderes maxwelli ingår i släktet Echinoderes och familjen Echinoderidae. Inga underarter finns listade i Catalogue of Life.